# دانشگاه فنی درسدن

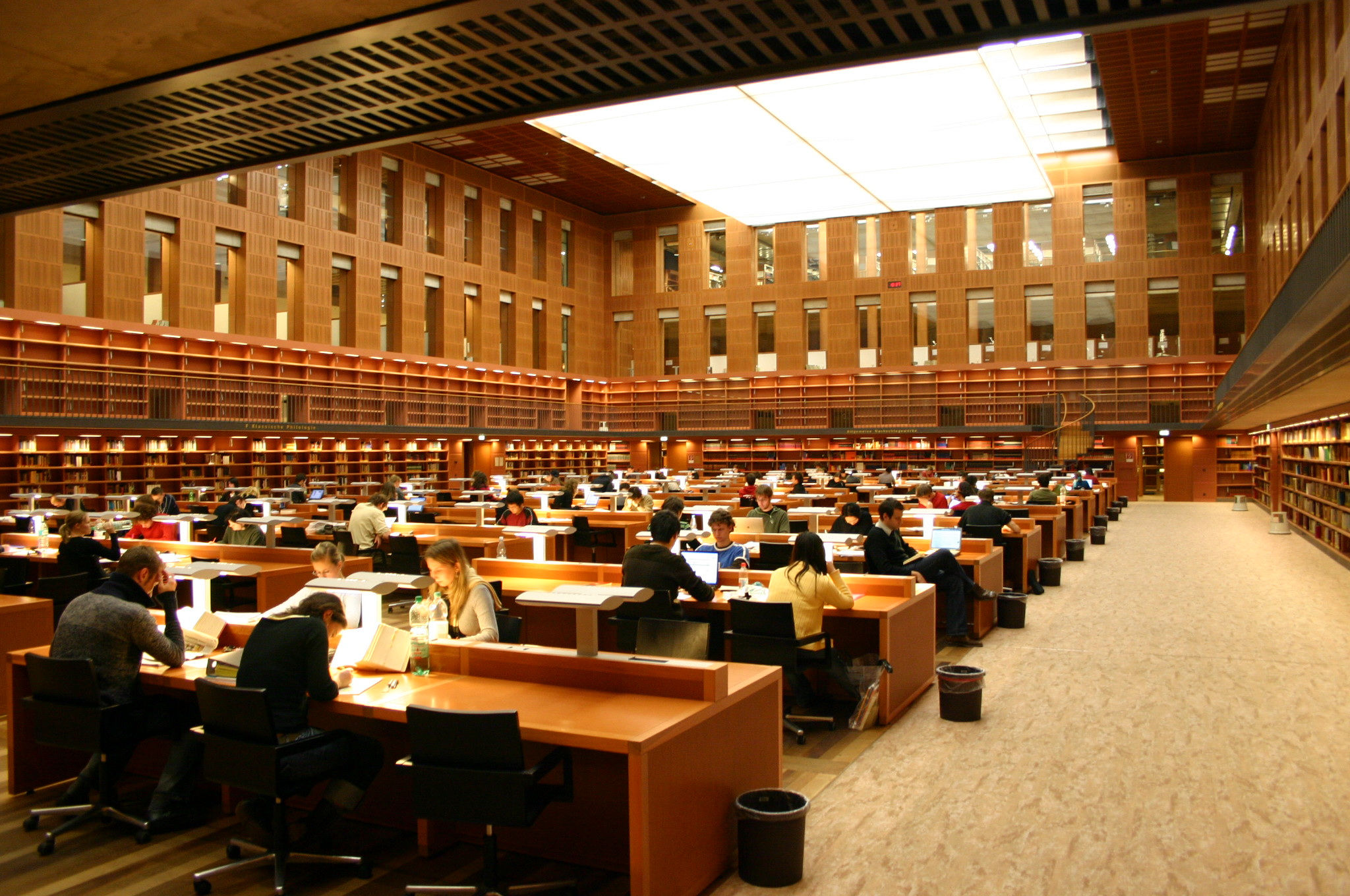
کتابخانه مرکزی دانشگاه

دانشگاه فنی درسدن (به آلمانی: Technische Universität Dresden) یک دانشگاه تحقیقاتی دولتی در درسدن واقع در ایالت زاکسن آلمان است که در سال ۱۸۲۸ میلادی بنیان‌نهاده شده‌است. با بیش از ۳۶٬۰۰۰ دانشجو بزرگترین دانشگاه ایالت زاکسن در آلمان و یکی از دانشگاه‌های معتبر این کشور می‌باشد. این دانشگاه عضو انجمن موسسات فناوری آلمان (TU9) بوده و از موسسات پیش‌روی آلمانی در زمینه فناوری به‌شمار می‌رود. این دانشگاه در شهر درسدن و بخش‌هایی از آن در نواحی اطراف این شهر واقع است. اکنون ۱۲۶ رشته تحصیلی در این دانشگاه ارائه می‌شود.

## دانشکده‌ها
دانشگاه درسدن دارای ۱۷ دانشکده می‌باشد.
- بخش ریاضیات و علوم طبیعی
  - دانشکده زیست
  - دانشکده ریاضی،
  - دانشکده شیمی،
  - دانشکده فیزیک،
  - دانشکده روانشناسی
- بخش علوم مهندسی
  - دانشکده مهندسی برق و فناوری اطلاعات
  - دانشکده علوم رایانه
  - دانشکده مهندسی مکانیک
  - دانشکده مهندسی پزشکی
- بخش راه و ساختمان
  - دانشکده معماری
  - دانشکده مهندسی عمران
  - دانشکده علوم حمل و نقل
- بخش علوم اجتماعی و انسانی
  - دانشکده علوم پرورشی
  - دانشکده فلسفه
  - دانشکده زبان، ادبیات و مطالعات فرهنگی
  - دانشکده اقتصاد
- بخش پزشکی
  - دانشکده پزشکی